# ローズホテル横浜
株式会社 ローズホテルズ・インターナショナル（ROSE HOTELS INTERNATIONAL Co., Ltd）は、神奈川県横浜市の横浜中華街の中にあるホテルである。前身は、1981年開業のホテル ホリデイ・イン横浜であり、2003年に現社名に変更、施設名も「ローズホテル横浜」に変更された。

## 施設内店舗
- ブラスリーミリー ラ・フォーレ
- 重慶飯店 新館レストラン
- 重慶飯店 新館個室レストラン
- 鉄板焼き 浜
- 重慶飯店新館売店

## 関連会社
- 龍門商事株式会社（親会社）
- 株式会社重慶飯店（姉妹会社）